# Zamek Blutenburg

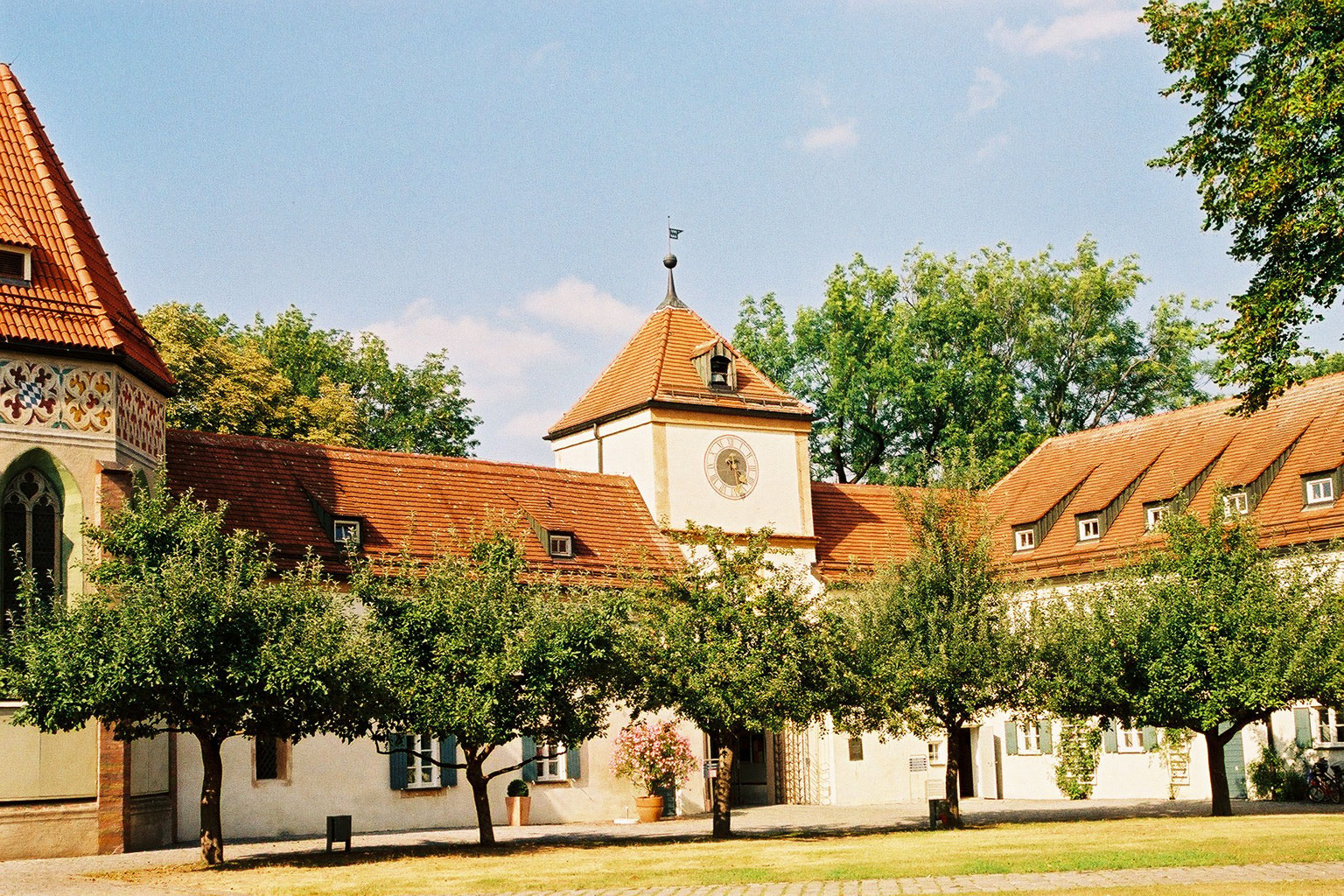
Dziedziniec zamkowy

Zamek Blutenburg – dawna rezydencja książąt bawarskich, obecnie w zachodniej części Monachium w dzielnicy Obermenzing.

## Historia
Zamek został wzniesiony jako podmiejska rezydencja na brzegu rzeki Würm dla księcia Albrechta III z rodu Wittelsbachów w latach 1438–1439 jako zameczek myśliwski. Syn Albrechta, książę Zygmunt zlecił rozbudować rezydencję w 1488. Tenże zmarł tutaj w 1501. Za jego poleceniem została wzniesiona zamkowa kaplica pw. Trójcy Świętej. Zamek został zniszczony podczas wojny trzydziestoletniej przez wojska szwedzkie, a następnie w latach 1680–1681 go odbudowano. Wcześniej, w roku 1667 zamek przeszedł w ręce rodu von Berchem, a po śmierci ostatniego z jego przedstawicieli w 1848 wrócił on do dóbr królewskich, zaś w 1866 posiadłość wraz z zamkiem wydzierżawiono zakonnicom. Od roku 1983 pomieszczenia zamkowe zostały zaadaptowane na siedzibę Międzynarodowej Biblioteki Młodzieży (Internationale Jugendbibliothek). Instytucję tę założyła w 1949 Jella Lepman.

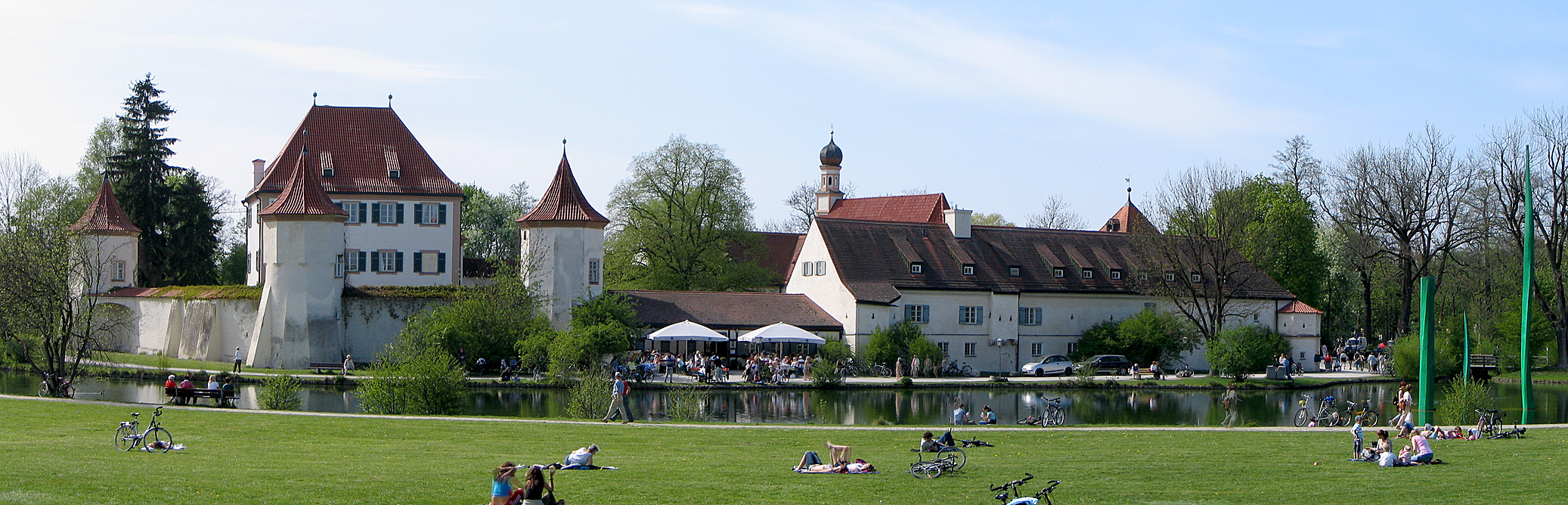
Panorama zamku

## Architektura zamku
Zamek składa się z kompleksu niskich dwukondygnacyjnych, budynków przylegających do zewnętrznych obwarowań, zaakcentowanych w narożnikach wielobocznymi basztami; całość tworzy czworoboczny dziedziniec, wewnątrz którego znajduje się główny budynek książęcy, a obok niego późnogotycka kaplica zamkowa. Wejście do zamku znajduje się od strony północnej w kwadratowej wieży bramnej. Od strony architektonicznej budynki zamkowe cechuje skromność, białe ściany elewacji pozbawione są większych dekoracji, plastyczności nadaje jedynie rytm prostokątnych okien obramionych profilowanymi ościeżami. Książęta rezydowali w wysokim trójkondygnacyjnym budynku, zbudowanym na planie prostokąta, nakryty jest wysokim czterospadowym dachem. Obecny ich wygląd jest barokowy, zawdzięcza się go odbudowie po wojnie trzydziestoletniej i późniejszych renowacjach.

## Kaplica zamkowa

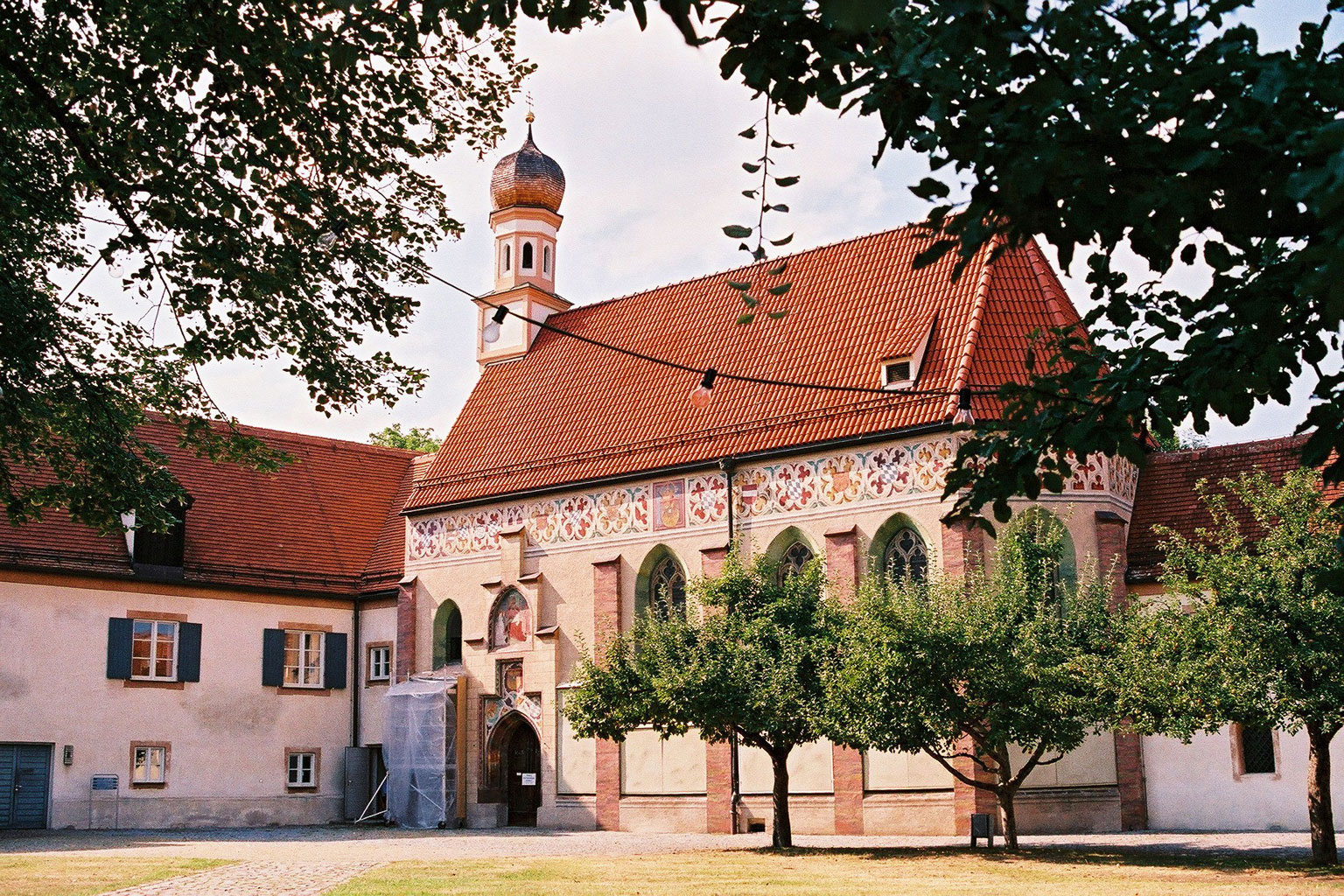
Widok zewnętrzny kaplicy

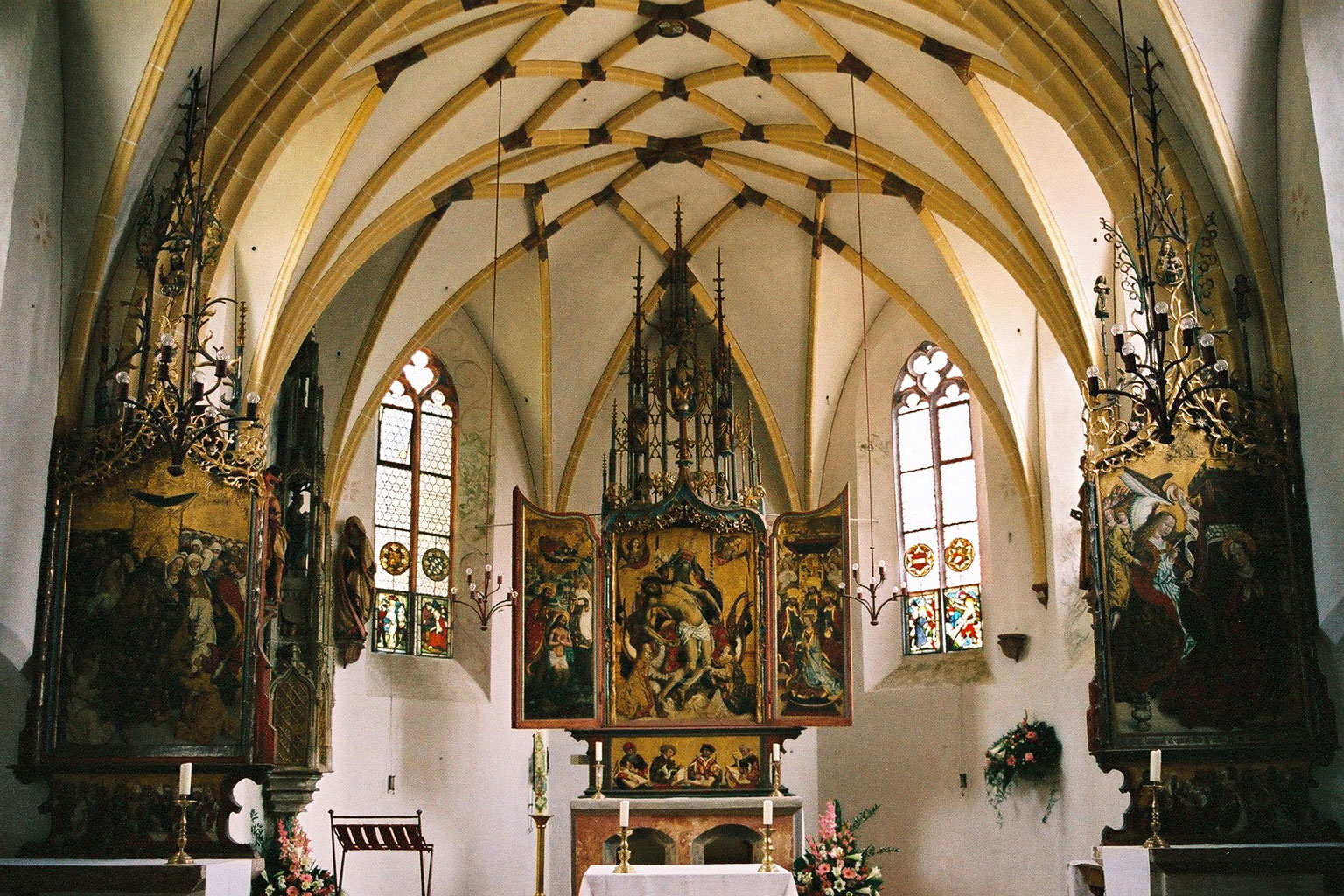
Wnętrze kaplicy z zachowanym gotyckim wystrojem: ołtarze z malowidłami Jana Polacka, sakramentarium i witraże

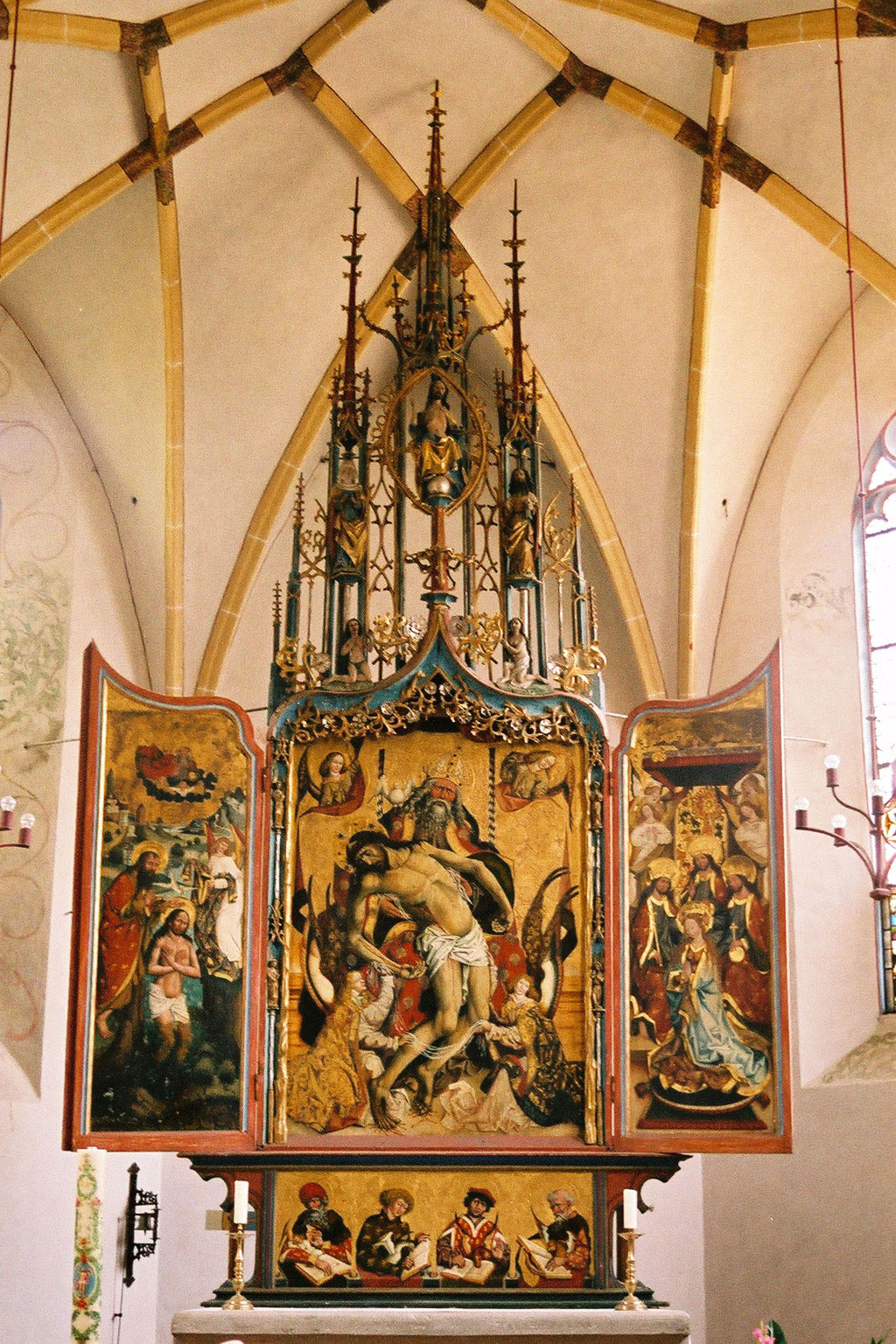
Ołtarz główny

Kaplica zamkowa pw. Trójcy Świętej pochodzi z lat 80. XV wieku i zachowała niemal w pełni swój późnogotycki charakter. W ramach odbudowy zamku odnowiono jednonawową kaplicę której zewnętrzne ściany zachowały polichromowany fryz z dekoracją ornamentalną, zaś w XVII w. od strony zachodniej na dachu postawiono wieżyczkę na sygnaturkę nakrytą baniastym hełmem. Kaplica składa się z czteroprzęsłowej nawy, oraz zamkniętego trójboczną apsydą dwuprzęsłowego prezbiterium, które zostało wewnątrz lekko wyodrębnione od całości. Wnętrze nakryte jest sklepieniem sieciowym, wspartym bezpośrednio na ścianie o gładkim licu, gdzie zachowały się resztki polichromii z motywami ornamentalnymi. Żebra sklepienne spływają na skromnych wielobocznych wspornikach, w kluczach zachowały się zworniki m.in. z herbami Wittelsbachów. Światło wpada przez niewielkie ostrołukowe okna ze skromna dekoracją maswerkową. W oknach zachowało się kilka późnogotyckich (1497) witraży o tematyce chrystologicznej, oraz renesansowych (po 1500) w kształcie medalionów z programem heraldycznym.
Wnętrze zachowało swój późnogotycki wystrój, na który składają się zespół figur dwunastu apostołów wykonane w 1490/1495 przez anonimowego rzeźbiarza zwanego Mistrzem Blutenburskich Apostołów. Ponadto figury Madonny z Dzieciątkiem oraz Chrystusa Boleściwego.
Przy północnej ścianie prezbiterium znajduje się późnogotyckie sakramentarium w kształcie wielobocznej wieży dekorowane motywami architektonicznymi i figurą Chrystusa, którą umieszczono w ażurowej górnej części wieży. Wykonane zostało w 1489.
Najważniejszymi dziełami znajdującymi się w kaplicy są trzy późnogotyckie ołtarze, główne i dwa boczne, o bogatej dekoracji snycerskiej zdobiącej wielkie kwatery namalowane w 1491 przez działającego w Bawarii artystę polskiego pochodzenia Jana Polaka.
Ołtarz główny jest w formie tryptyku. W środkowej części znajduje się przedstawienie Trójcy Świętej w typie Tronu Łaski o późnogotyckiej formie. Bóg trzyma martwe ciało Chrystusa, zaś gołębica Ducha Świętego siedzi na Bożym ramieniu. Otaczają ją cztery anioły, dwóch z nich trzyma niebiański firmament, dwóch adoruje Trójcę Świętą. W bocznych skrzydłach sceny Chrztu Chrystusa, oraz Koronacji Marii, zaś na rewersach przedstawienia księcia Zygmunta i jego patrona – Świętego Zygmunta. Na predelli popiersia Czterech Ewangelistów. Na rzeźbionym zwieńczeniu rzeźbiona figura Chrystusa w Majestacie.
Ołtarze boczne składają się obecnie z pojedynczych obrazów oraz predelli, nie zachowały się skrzydła boczne. Północny ołtarz zawiera obraz przedstawiający Chrystusa w Królestwie Niebieskim, zaś na predelli wizerunki Czternastu Wspomożycieli. Ołtarz południowy przedstawia Zwiastowanie oraz Rodzinę Marii.

## Literatura
- Lothar Altmann: Schloßkapelle Blutenburg, München, München, 1991